# Прецесія Томаса
Прецесія Томаса — релятивістський кінематичний ефект, який полягає в тому, що вісь гіроскопа повертається (прецесує), коли його точка підвісу рухається по криволінійній траєкторії (у загальному випадку гіроскоп слід розуміти як частинку, що задає певний напрям, наприклад електрон зі спіном). У супутній інерційній системі відліку кутова швидкість такої прецесії дорівнює
{\displaystyle \Omega _{T}=-{\frac {\gamma -1}{v^{2}}}\,[\mathbf {v} \times \mathbf {a} ],}
де {\displaystyle v} — швидкість, {\displaystyle a} — прискорення в лабораторній системі відліку, {\displaystyle \gamma =(1-{\frac {v^{2}}{c^{2}}})^{-1/2}}. Якщо точка підвісу гіроскопа рухається по колу радіусом {\displaystyle r} зі сталою кутовою швидкістю {\displaystyle w}, тоді томасівська прецесія буде
{\displaystyle \Omega _{T}=w\left(1-[1-(wr/c)^{2}]^{-1/2}\right)}
У квантовій фізиці прецесія Томаса проявляється в осциляції комплексних амплітуд ймовірності спінових станів частинки в силовому полі.
Теоретично томасівська прецесія є наслідком того, що чисті перетворення Лоренца не утворюють групи, оскільки її генератори (елементи відповідної алгебри Лі) не утворюють замкнутої алгебри: поєднання двох інфінітезимальних рухів у різних напрямках є не просто якимось іншим рухом, а являє собою комбінацію руху та повороту навколо однієї з просторових осей.

## Експериментальне підтвердження
Ефект передбачив 1926 Л. Томас (англ. Llewellyn Thomas). Він врахував пов'язані з прецесією поправки при розрахунку спін-орбітальної взаємодії в атомі водню, отримав узгоджену з експериментом тонку структуру спектральних ліній і правильно описав аномальний ефект Зеемана. Томасівська прецесія дозволяє також якісно пояснити спін-орбітальну взаємодія нуклонів в атомному ядрі й причину «обернення» дублетів в ядрі. 1978 року Томасівська прецесія була зареєстрована для мюонів на прискорювачі в ЦЕРНі. Вплив прецесії Томаса призводить до зсуву нуля інтерференційної картини зустрічних хвиль де Бройля часток (електронів, нейтронів тощо) у кільцевих інтерференційних датчиках кутової швидкості. Л. Шіфф (L. Schiff) 1960 року запропонував експеримент для виявлення класичного ефекту томасівської прецесії за допомогою гіроскопа, встановленого на штучному супутнику Землі, але наявний рівень технологій недостатній для його реалізації.